# Брухштедт
Брухштедт (нем. Bruchstedt) — община в Германии, в земле Тюрингия. 
Входит в состав района Унструт-Хайних. Подчиняется управлению Бад Теннштедт.  Население составляет 264 человека (на 31 декабря 2010 года). Занимает площадь 6,79 км².